# Ella Nollová
Ella Nollová, rozená Alžběta Anna Jeníková (7. července 1889 Královské Vinohrady – 27. července 1959 Praha), byla česká herečka. Filmů, ve kterých excelovala bylo mnoho, např. Roztomilý člověk, Prstýnek, Eva tropí hlouposti, Anton Špelec, ostrostřelec, Lízin let do nebe, 13. revír aj.

## Život
Narodila se na pražském předměstí, Královských Vinohradech, jako páté dítě do rodiny pražského obchodníka Jindřicha Jeníka z Karlína. Její matka Kateřina roz. Jandová pocházela z rodiny učitele Jakuba Jandy z Běšin u Klatov. Po studiích hrála v divadle v Plzni. Poté přešla do Prahy, kde zpočátku účinkovala ve Švandově divadle. 4. 11. 1909 v kostele sv. Bartoloměje v Plzni se vdala za herce Karla Nolla. S ním přešla do divadla Vlasty Buriana, kde zůstala až do roku 1945. Po válce ještě krátce hrála v několika divadlech, ale pak odešla do penze.
Ve filmu se poprvé objevila v roce 1926 v komedii Karla Lamače Dobrý voják Švejk. Jejími nejznámějšími rolemi byly postavy Šefelínové ve filmu Muži v offsidu, posluhovačky Randové ve filmu U snědeného krámu, Vaňousové ve filmu Jedenácté přikázání, Klotyldy ve filmu Eva tropí hlouposti, Kulíkovy matky ve filmu Cesta do hlubin študákovy duše, kořenářky ve filmu Prstýnek nebo babičky Haškové ve filmu Roztomilý člověk.